# Tsukushi
Tsukushi (jap. 筑紫) – nieopancerzony krążownik Marynarki Wojennej Imperium Japońskiego z przełomu XIX i XX wieku, później przeklasyfikowany na kanonierkę. Budowany dla Chile jako „Arturo Prat”, został zakupiony przez Japonię.

## Budowa
Okręt został skonstruowany w brytyjskich zakładach Armstrong Mitchell na zamówienie marynarki Chile; początkowo miał nosić nazwę „Arturo Prat” na cześć Arturo Prata. Głównym projektantem był George Rendel. Okręt miał nowatorską konstrukcję, stanowiąc rozwinięcie koncepcji kanonierek Rendela, jako szybki okręt stosunkowo małych rozmiarów, uzbrojony w działa dużego kalibru.
Stępkę pod budowę okrętu położono 2 października 1879, kadłub wodowano 11 sierpnia 1880, a budowę ukończono 11 listopada 1880. Chile jednak w międzyczasie zrezygnowało z tego okrętu z powodu zakończenia wojny z Peru i już 16 czerwca tego roku został on zakupiony dla Japonii. Dwie bardzo zbliżone jednostki zostały następnie zamówione przez Chiny („Chaoyong” i „Yangwei”), a budowę ukończono w podobnym czasie (w 1881 roku).

## Konstrukcja
„Tsukushi” miał gładkopokładowy kadłub i niską wolną burtę. Na dziobie i rufie były dwie duże nieruchome cylindryczne wieże dział, połączone jednopoziomową nadbudówką ciągnącą się przez całe śródokręcie, której ściany stanowiły przedłużenie burt. Okręt miał jeden pochyły komin i dwa pochylone maszty, na których mogło być rozpięte pomocnicze ożaglowanie. Okręt był konstrukcji stalowej, praktycznie nieopancerzony – grubość burt wynosiła 3/4 cala (19 mm). Prawdopodobnie posiadał on, jak krążowniki chińskie, jedynie cienki pokład pancerny grubości 9 mm (3/8 cala) pod linią wodną, chroniący siłownię i magazyny amunicji. Dodatkową ochronę stanowiły zasobnie węglowe nad pokładem. Wieże armatnie miały grubość pancerza 9 mm, a wieża dowodzenia umieszczona za kominem – 16 mm.
Główne uzbrojenie stanowiły dwie gwintowane armaty odtylcowe kalibru 254 mm (10-calowe) konstrukcji Armstronga, o długości lufy prawdopodobnie 26 kalibrów (według niektórych źródeł, 32 kalibry). Działa strzelały pociskami o wadze 400 funtów, umieszczone były pojedynczo na dziobie i rufie w nieruchomych wieżach, z szerokimi klapami z trzech stron, otwieranymi do góry i kładzionymi na dachu wieży. Ze względu na konstrukcję wież, pole ostrzału było ograniczone podporami dachu i wynosiło 44° na wprost i po 70° na każdą z burt. Zapas pocisków wynosił 100 na działo. Uzbrojenie średnie stanowiły 4 odtylcowe armaty Armstronga kal. 120 mm, po dwa na burcie, w odkrytych stanowiskach w ścianach nadbudówki, również zamykanych podnoszonymi klapami (zapas 200 pocisków na działo).
Ogółem, projekt okrętu (podobnie jak i krążowników chińskich) nie był udany – z powodu małych rozmiarów i braku pancerza miał słabą dzielność morską i był wrażliwy na ostrzał. Jakkolwiek w chwili konstrukcji jego uzbrojenie ustępowało tylko najsilniejszym pancernikom, to ujemną cechą była mała szybkostrzelność dział – jeden strzał na ok. 2⅛ minuty, przy czym jego użycie zależne było od stanu morza. Z powodu małych rozmiarów, artyleria średniego kalibru była mało liczna, a przewaga w prędkości została szybko zniwelowana przez nowsze krążowniki.

## Służba

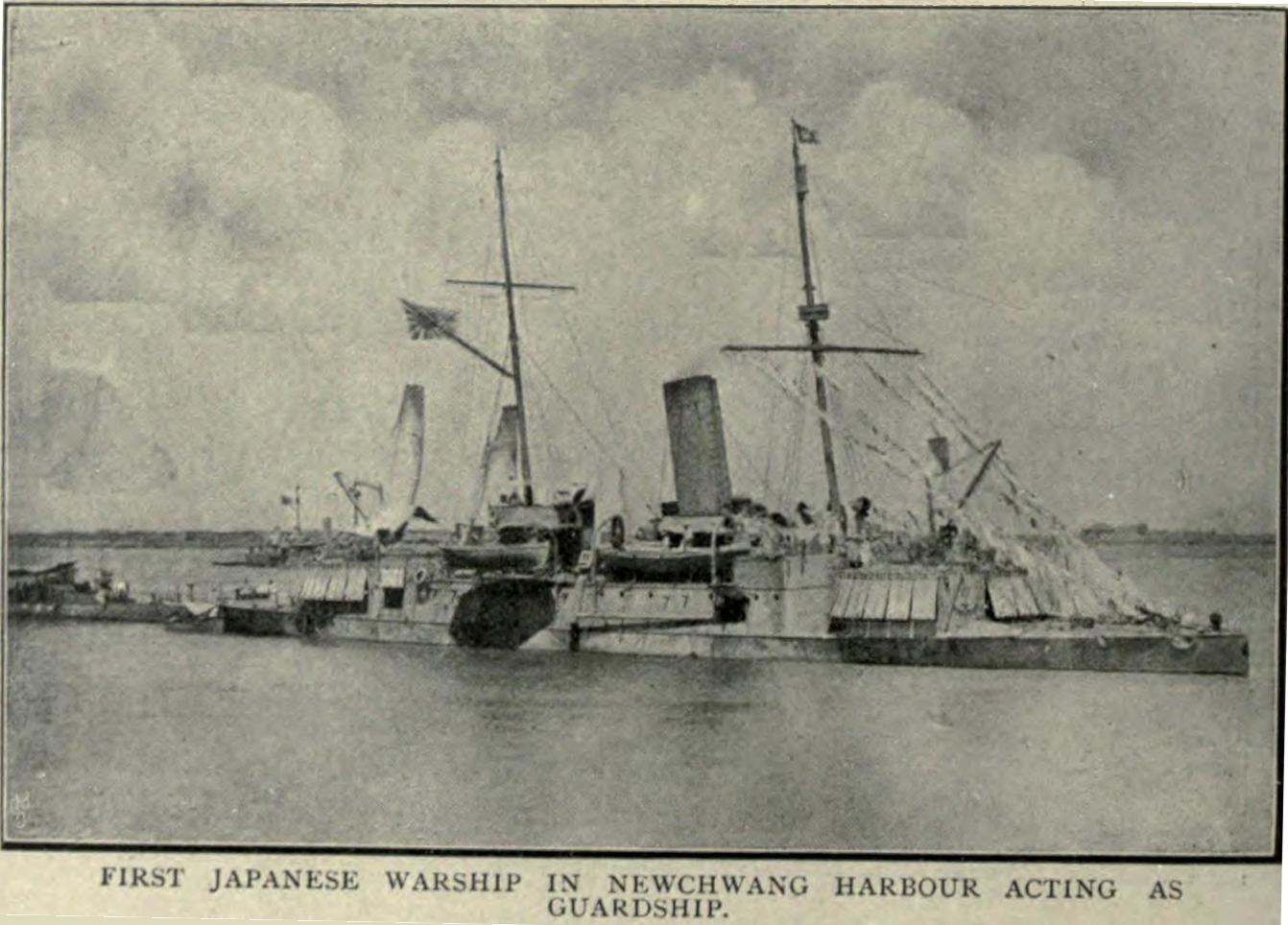
„Tsukushi” jako okręt dozorowy w Niuzhuang, podczas wojny rosyjsko-japońskiej. Pokrywy ambrazur artylerii głównej są lekko uchylone, zapewne dla wentylacji

Po zakupie okręt został wysłany do Japonii. W celu polepszenia dzielności morskiej, na czas podróży zabudowano nadburcia, podwyższające niskie burty na dziobie. Prawdopodobnie wykonano to jeszcze w momencie, gdy docelowym klientem było Chile.
Podczas wojny chińsko-japońskiej należał do 4. Lotnej Eskadry, ale nie brał specjalnie aktywnego udziału w walkach. We wrześniu 1894, „Tsukushi” razem z kanonierkami „Banjō”, „Chōkai” i „Maya” operował na Taedong-gang, wspierając działania wojsk lądowych w bitwie pod Pjongjangiem
Był obecny podczas bezkrwawego dla marynarki zdobycia Port Artura, a 7 lutego 1895 jego eskadra atakowała forty Weihaiwei. W starciu tym krążownik odniósł lekkie uszkodzenia, tracąc trzech zabitych i pięciu rannych członków załogi.
W 1898 roku okręt został częściowo zmodernizowany. Jego lekką artylerię w postaci 2 dział 9-funtowych i 4 dział wielolufowych 1-funtowych Hotchkiss zamieniono na 1 działo 76 mm QF, 2 działa 47 mm QF i 2 karabiny maszynowe. Zamieniono też dwie wyrzutnie torped 381 mm na kalibru 450 mm (18-calowe). Po tym, okręt przeklasyfikowano na kanonierkę.
Podczas wojny rosyjsko-japońskiej „Tsukushi”, uznawany za jednostkę mało wartościową, służył do ochrony wybrzeża. Bojowo wykorzystany został raz, gdy z trzema innymi kanonierkami wspierał wojska lądowe ostrzeliwując rosyjskie pozycje w czasie bitwy pod Jinzhou 26 maja 1904 roku. Po walkach przez jakiś czas pełnił służbę dozorową pod Niuzhuang. W czasie bitwy pod Cuszimą należał do 3. dywizjonu 7. eskadry adm. Yamady, ale ze względu na pozycję swej flotylli nie wziął udziału w walce.
Już 25 maja 1906 roku został wycofany ze służby i służył następnie do celów szkolnych. Ostatecznie został skasowany około 1910.